# Yakety Sax
Yakety Sax est un morceau de musique pour saxophone et orchestre composé par le saxophoniste américain de rock Boots Randolph et sorti en 1963.
Il est particulièrement connu pour avoir servi d'accompagnement sonore à l'émission télévisée The Benny Hill Show (1969-1989).
Il est utilisé dans V pour Vendetta en référence à Benny Hill lors d'une émission satirique.
Un court extrait de cette musique est aussi utilisé dans le film Astérix et Obélix : Mission Cléopâtre d'Alain Chabat lors de la scène où les Gaulois sont enfermés dans une pyramide et Idéfix les aide à sortir.
La partie rythmique est inspirée d'une chanson de 1958, Yakety Yak du groupe américain The Coasters.
Il existe une version (Yakety Axe) avec des paroles écrites par Merle Travis chantée par Mark Knopfler et Chet Atkins. (Album Neck and Neck)